# Babesia canis
Babesia canis – protist należący do królestwa protista, rodziny babeszje. Wywołuje u psów chorobę pasożytniczą – babeszjozę nazywaną babeszjozą psów (babesiosis canum). Babesia canis jest dużym pierwotniakiem. Wielkości do 6 µm. Kształtu kulistego. W erytrocycie żywiciela najczęściej występuje parami. Spotyka się też erytrocyty w których występuje kilka par tych pasożytów.
Wektorem i drugim żywicielem są kleszcze. W Ameryce Północnej jest to Rhipicephalus sanguineus.
Obecnie w ramach tego gatunku klasyfikowane są 3 podgatunki:
- Babesia canis vogeli
- Babesia canis canis
- Babesia canis rossi